# Porto Alegre do Norte
Porto Alegre do Norte – miasto i gmina w Brazylii, w stanie Mato Grosso.